# オール・トゥゲザー・ナウ
「オール・トゥゲザー・ナウ」（All Together Now）は、ビートルズの楽曲である。1969年に発売された10作目のイギリス盤公式オリジナル・アルバム『イエロー・サブマリン』に収録されたが、レコーディング自体は1967年の『マジカル・ミステリー・ツアー』のためのセッション期間中に行なわれた。レノン＝マッカートニー名義となっているが、ポール・マッカートニーによって書かれた楽曲。
イギリスやアメリカでは、シングルとして発売されることはなかったが、ヨーロッパではビートルズ解散後の1972年にB面に「ヘイ・ブルドッグ」を収録したシングル盤として発売された。

## 背景・レコーディング
マッカートニーは、「子供向けの曲」として「オール・トゥゲザー・ナウ」を書いた。タイトルは聴衆に曲への参加を呼びかけるミュージックホールの慣習に触発されて付けたもの。オールミュージックの音楽評論家であるトム・マギニスは、「マッカートニーは『イエロー・サブマリン』が持つ『平等かつ陽気な精神』に合う曲を作った」と述べている。
「オール・トゥゲザー・ナウ」のレコーディングは、『マジカル・ミステリー・ツアー』のセッションを行っていた時期である1967年5月12日に行なわれ、同日のうちにミキシングも行なわれたが、1969年1月13日に『イエロー・サブマリン』が発売されるまでの約2年間にわたって未発表となっていた。ジョージ・マーティンは、同日のセッションを欠席していたため、レコーディング・エンジニアであるジェフ・エメリックが代理を務めた。本作は9テイクで録音が終わり、最終テイクとなるテイク9にオーバー・ダビングを施して完成となった。

## リリース、マッカートニーによるライブ演奏
1968年に公開されたビートルズのアニメ映画『イエロー・サブマリン』で、バケモノ軍団「ブルー・ミーニーズ」によって石に変えられてしまった愛の国「ペパーランド」を救うべくメンバーが「イエロー・サブマリン」に乗り込むシーンと、ラストの実写シーンで使用されている。このシーンで実写のビートルズはイエロー・サブマリンのモーター、穴の海の穴、「ブルー・ミーニーズ」をやっつけた武器である「LOVE」のアルファベット文字を観客に披露している。また映画のラストではこの曲に合わせて各国語で「All Together Now」を意味する言葉が現れる。
1999年に発売された『イエロー・サブマリン 〜ソングトラック〜』には、リミックスが施された音源が収録された。オリジナルで右チャンネルに定位していたマッカートニーのリード・ボーカルが、こちらでは中央に変更されており、2回し目の「A, B, C, D…」というフレーズに低音のコーラスのような音が加わっている。
発売後、長らくライブ演奏されることがなかったが、マッカートニーが2013年から2015年にかけて行った「Out There」ツアーの初日にあたる5月4日のミネイロン公演で初めてライブ演奏された。

## クレジット
※出典
- ポール・マッカートニー - ボーカル、ベース（リッケンバッカー・4001S）、アコースティック・ギター（エピフォン・テキサン）
- ジョン・レノン - ボーカル、ウクレレ、ハーモニカ、プラスティック製のサックス
- ジョージ・ハリスン - バッキング・ボーカル
- リンゴ・スター - バッキング・ボーカル、ドラム、フィンガーシンバル

## カバー・バージョン
「オール・トゥゲザー・ナウ」は、さまざまなアーティストによってカバーされており、以下のようなカバー・バージョンが存在する。
- ヤング101、サカモト児童合唱団 - 1973年12月から1974年1月にかけてNHK『みんなのうた』で放送された。日本語詞でタイトルは「さあみんなで」となっており、訳詞は片岡輝、編曲は越部信義が手がけた[12]。
- 酒井ゆきえ、ビッグ・マンモス - 1976年にフジテレビ系の子供向け番組『ママとあそぼう!ピンポンパン』で放送された。日本語詞でタイトルは「あいうえおばけ」となっており、訳詞は北森鷹三郎、編曲は服部克久が手がけた。2019年に発売されたコンピレーション・アルバム『ママとあそぼう!ピンポンパン SONG COLLECTION 酒井ゆきえ イヤーズ (1975〜1978)』に収録された[13]。
- シュガービーツ - 1993年に発売されたカバー・アルバム『21 Really Cool Songs』に収録[14]。
- マペット with ハリー・スミス - 1995年に発売されたカバー・アルバム『Kermit Unpigged』に収録[15]。
- ビンゴ・キッズ - 2006年に発売されたカバー・アルバム『The Bingo Kids Sing Beatles Hits for Kids, Vol. 2』に収録[16]。
- アンドレ・3000 - 2010年のNBAファイナル開催期間中に放送されたナイキのCMソングとして歌唱。同年にアリスタ・レコードよりストリーミング配信された後、2017年4月22日（レコード・ストア・デイ）にレガシー・レコーディングスより5000枚限定の7インチシングル盤として発売された[17]。
- リゾ - 2020年5月に放送されたFacebook Messenger RoomsのCMソングとして歌唱[18]。